# Tramvajová doprava v Minsku

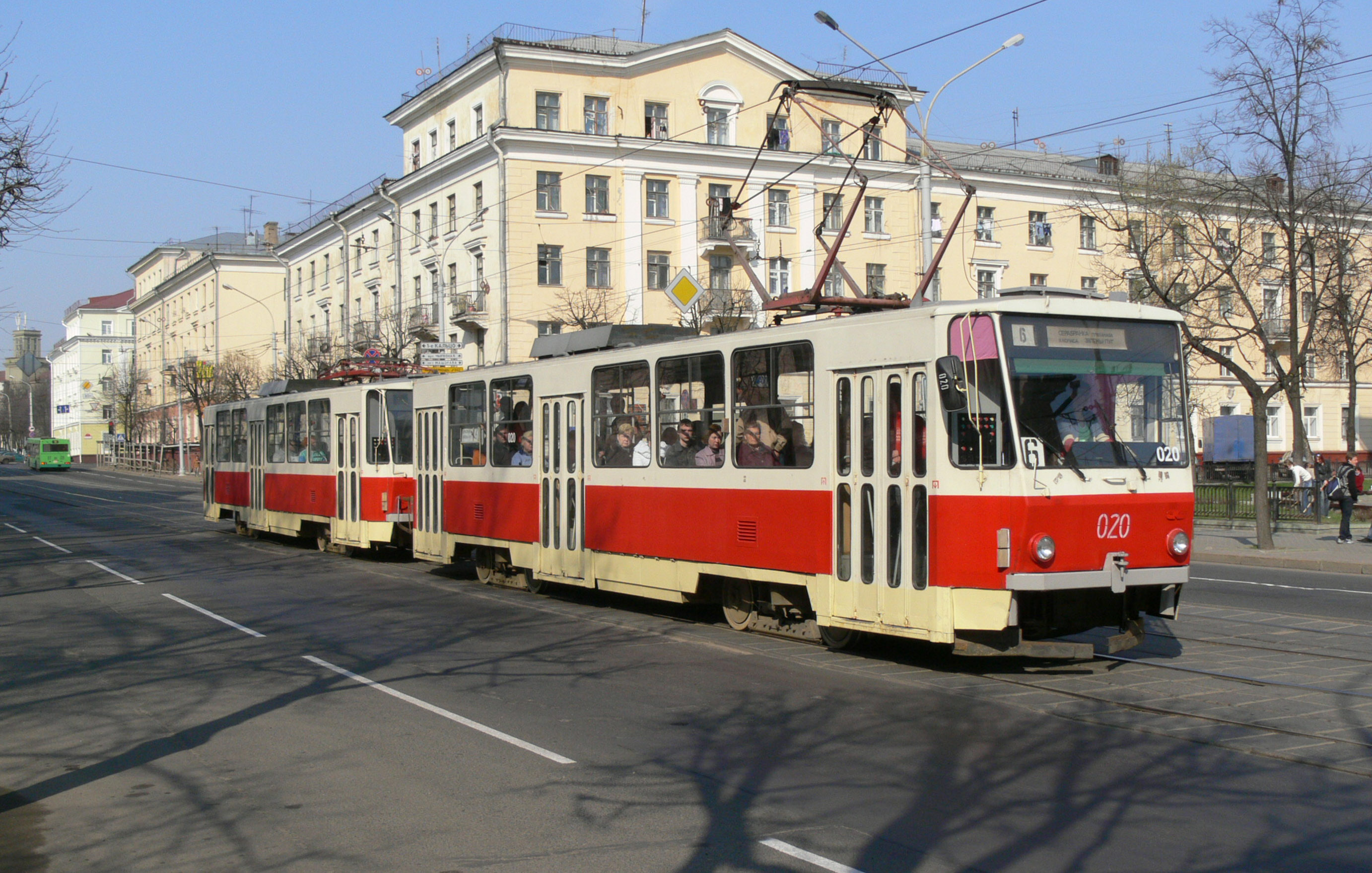
Souprava tramvají T6B5SU v Minsku

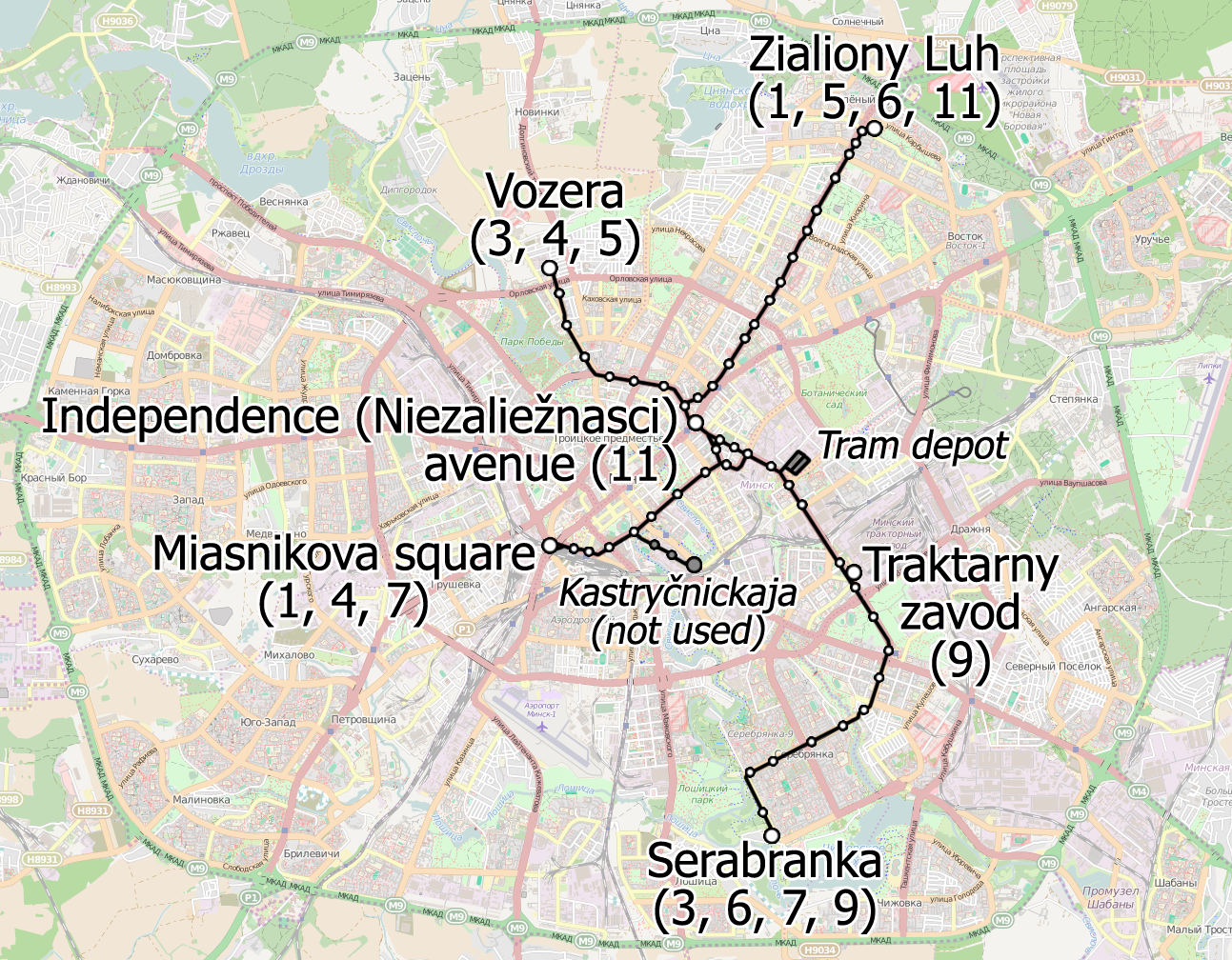
Schéma tramvajových tratí v Minsku

Tramvajová doprava tvoří v Minsku vedle páteřních dvou linek metra důležitou část dopravy ve městě. Síť je sice velmi malá (tvoří ji celkem čtyři tratě uspořádané do písmene X a křížící se v centru města); počet linek je ale relativně vysoký a pohybuje se průběžně kolem deseti.

## Historie
Historie tramvajové dopravy v běloruské metropoli začala otevřením koňky 22. května 1892. Tato trať vznikala dva roky, jejím provozovatelem byla společnost „Společnost městské a příměstské koňské železnice pro Minsk a Voroněž“, která se později roku 1909 přejmenovala na „Société tramways urbains et suburbains de Russie“. Od roku 1913 již tramvajovou dopravu zařizuje město Minsk samotné.
Během první světové války a následné občanské války v Rusku byl provoz zastaven; a to konkrétně v období od května 1918 do 7. srpna 1921. Opět došlo k přerušení provozu od 20. ledna 1928 do 13. října 1929, když se měnil rozchod kolejí na standardní ruský, 1524 mm. Dokončena byla také i elektrifikace systému.
Během druhé světové války muselo opět dojít k přerušení provozu, a to ve dvou obdobích (mezi 25. červnem 1941 a 1. květnem 1943 a pak opět mezi červnem 1944 a 30. dubnem 1945).
Po válce se sice mohutný rozvoj nekonal, vznikla zato nová tramvajová vozovna. Citelným zásahem do tramvajové sítě však naopak bylo zahájení provozu metra, díky němuž se začaly tramvajové trati, hlavně v centru a na hlavních třídách, postupně rušit.

## Vozový park
Většinu vozového parku tramvají v Minsku tvořily vozy staré ruské a sovětské výroby, menší část pak tramvaje byla původem z ČKD Tatry Smíchov. Od roku 2003 jezdily po ulicích Minsku rovněž i tramvaje z německého Karlsruhe. Od roku 2009 vozový park tvoří jen vozy místního výrobce Belkomunmaš. Belkomunmaš plánuje do města poslední dobou dodat pětičlánkové nízkopodlažní vozy, díky čemuž by se obnovil vozový park velmi výrazně.